# 9012ライブ
『9012ライヴ』（9012 Live: The Solos）は、1985年に発表されたイエスのライブ・アルバム（ミニLP）である。
同年、異なる曲を収録したライブ・ビデオ（9012 Live）が同じ邦題で発表されており、合わせて以下に述べる。

## 解説
イエスは1983年に再結成第一弾のアルバム『ロンリー・ハート』（原題『90125』）を発表し、1984年2月末からワールド・ツアーを行なった。本作は西ドイツ・ドルトムント公演（6月24日）とカナダ・エドモントン公演（9月28日）の音源で構成されている。
収録曲7曲の内訳は、エドモンド公演で収録された『ロンリー・ハート』の収録曲が2曲、ドルトムント公演で収録された各メンバーのソロ演奏が5曲である。ジョン・アンダーソンの「スーン」は、アルバム『リレイヤー』（1975年）の「錯乱の扉」から編集されてシングルカットされた曲である。クリス・スクワイアの「アメイジング・グレース」のスタジオ録音版は、1976年に録音されたものが後に『イエスイヤーズ』（1991年）に収録された。
アルバム・タイトルはアルバム『ロンリー・ハート』の原題『90125』の読みである「ナイン・オー・ワン・トゥー・ファイヴ」の「ファイヴ」と「ライヴ」を掛けている。

## 収録曲
1. ホールド・オン - "Hold On"
2. シ - "Si"
3. ソリーズ・ビアード - "Solly's Beard"
4. スーン - "Soon"
5. 変革 - "Changes"
6. アメイジング・グレース - "Amazing Grace" (Instrumental)
7. ホワイトフィッシュ - "Whitefish"

## 参加ミュージシャン
- ジョン・アンダーソン – ボーカル
- トレヴァー・ラビン –  ギター、ボーカル
- クリス・スクワイア – ベース、ボーカル
- アラン・ホワイト – ドラム
- トニー・ケイ – キーボード

## ライブ・ビデオ『9012 Live』
1985年、上記のエドモントン公演の模様を収録したライブ・ビデオ『9012 Live』（w:en:9012Live (video)）がビデオテープ及びレーザーディスクで発表された。原題にはアルバムの原題にある": The Solos"が含まれていないことが示すように、メンバーのソロ曲はなく、アルバムに収録された「ホールド・オン」と「変革」を含めたバンドの演奏曲だけから構成されている。
監督はスティーヴン・ソダーバーグ。様々なエフェクトが施されており、メンバーの歌唱や演奏風景が見えにくくなっている。
2006年、オリジナル映像に加えて画像エフェクトが削除された映像、ボーナストラックとして「ラウンドアバウト」のライブ映像やインタビュー映像等を収録しているDVDが発売された。

### 1985年版ビデオ
1. イントロダクション
2. シネマ - "Cinema"
3. リーブ・イット - "Leave It"
4. ホールド・オン - "Hold On"
5. オール・グッド・ピープル - "I've Seen All Good People"
6. 変革 - "Changes"
7. ロンリー・ハート - "Make It Easy (Intro)" – "Owner of a Lonely Heart"
8. イット・キャン・ハプン - "It Can Happen"
9. シティ・オブ・ラヴ - "City of Love"
10. スターシップ・トゥルーパー - "Starship Trooper"

- 収録時間は69分。
- 画像エフェクト入り。

### 2006年版DVD
- 画像エフェクトが入った1985年版のビデオ映像全曲。
- 画像エフェクトが削除された[注釈 2]ビデオ映像全曲。
- メンバーへのインタビュー映像。
- ACCESS ALL AREAS[注釈 3]。
- 「ラウンドアバウト」のライブ映像。